# Metsä Fibre
Metsä Fibre Oy är ett finländskt skogsindustriföretag, som ingår i Metsä Group, vars ägarorganisation är det producentkooperativa Metsäliitto. Det tillverkar pappersmassa i fyra massafabriker i Finland och sågade varor i fem sågverk i Finland och ett i Ryssland.
År 2018 tillverkade Metsä Fibre 2,97 miljoner ton pappersmassa och 1,82 miljoner kubikmeter sågade varor.
Metsä Fibre ägs av Metsäliitto, 50,1 procent, Metsä Board 24,9 procent och det japanska handelsföretaget Itochu 25,0 procent.

## Massafabriker
- Joutseno, kapacitet 690 000 ton lövmassa per år
- Kemi, kapacitet 610 000 ton barrmassa per år
- Raumo, kapacitet 650 000 ton blekt barrmassa per år
- Äänekoski, kapacitet 1,3 miljoner ton lövmassa per år
- Kaskö, kapacitet 370 000 ton blekt kemotermomekanisk pappersmassa per år

## Sågverk
- Kyrö, kapacitet 235 000 m³/år av sågade varor av tall
- Villmanstrand, kapacitet 255 000 m³/år av sågade varor av tall
- Sastmola, kapacitet 230 000 m³/år av sågade varor av tall
- Rengo
- Filpula
- Metsä Svir sågverk i Ryssland

## Bildgalleri

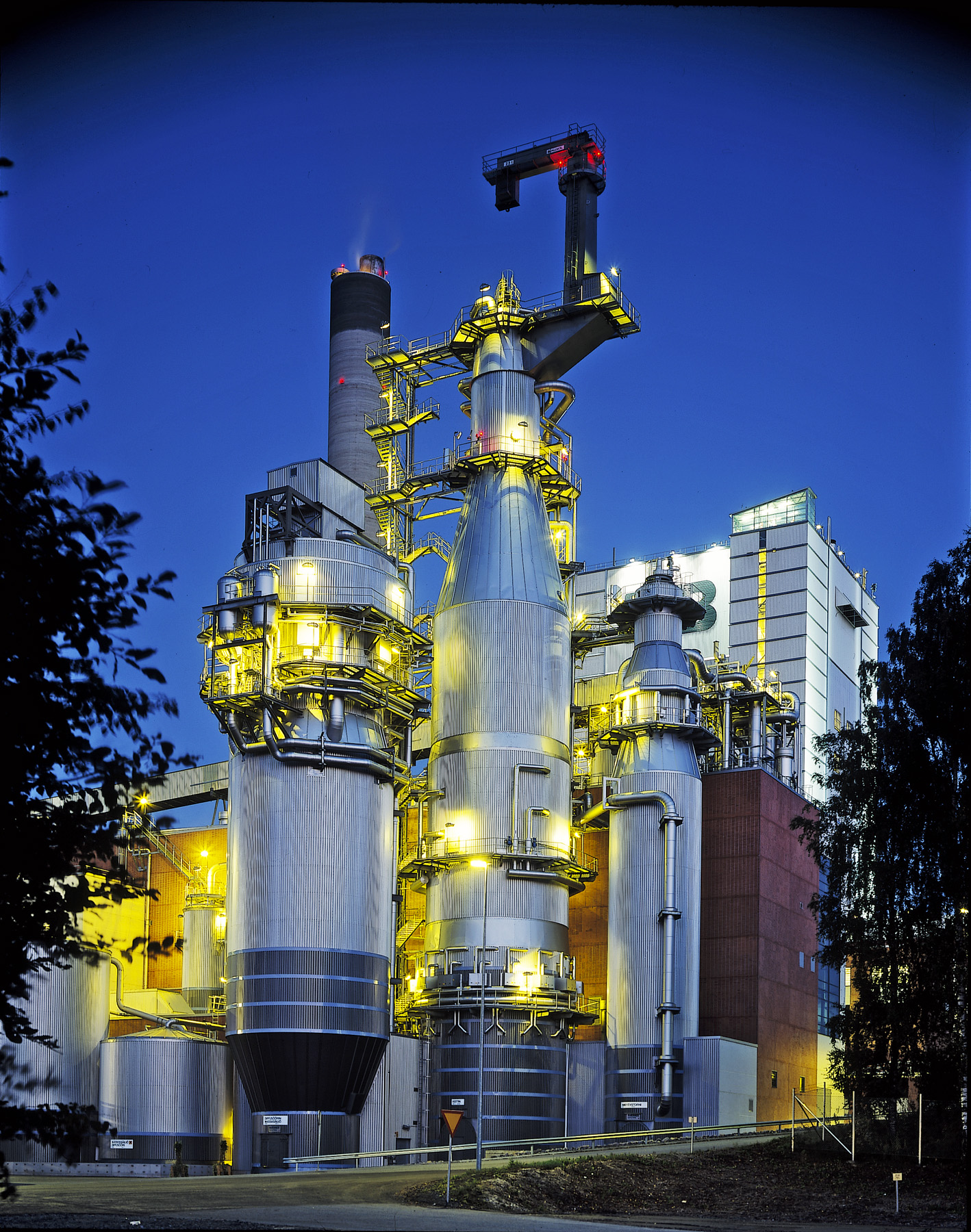
Kokare på Joutseno massafabrik
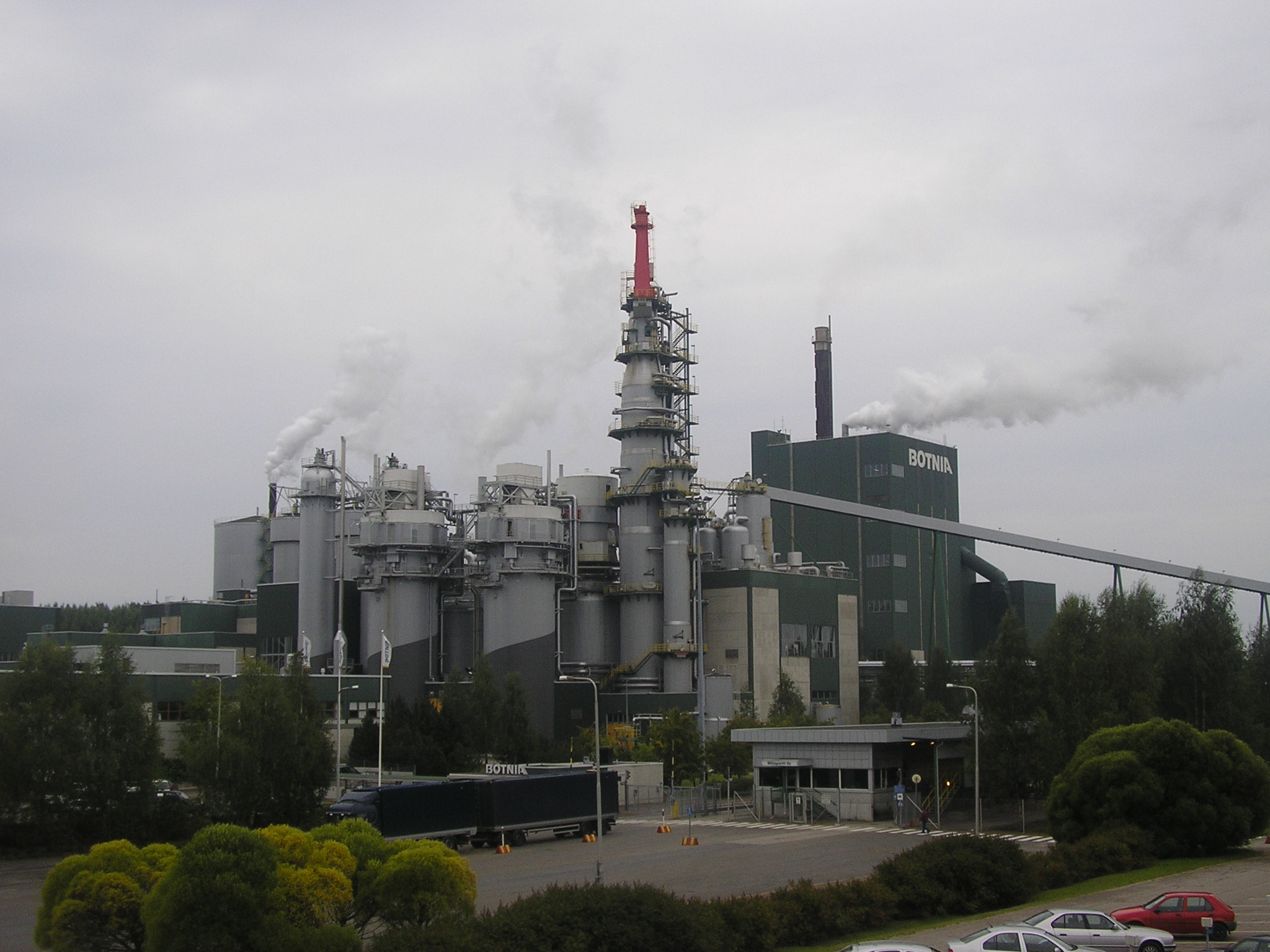
Äänekoski massafabrik
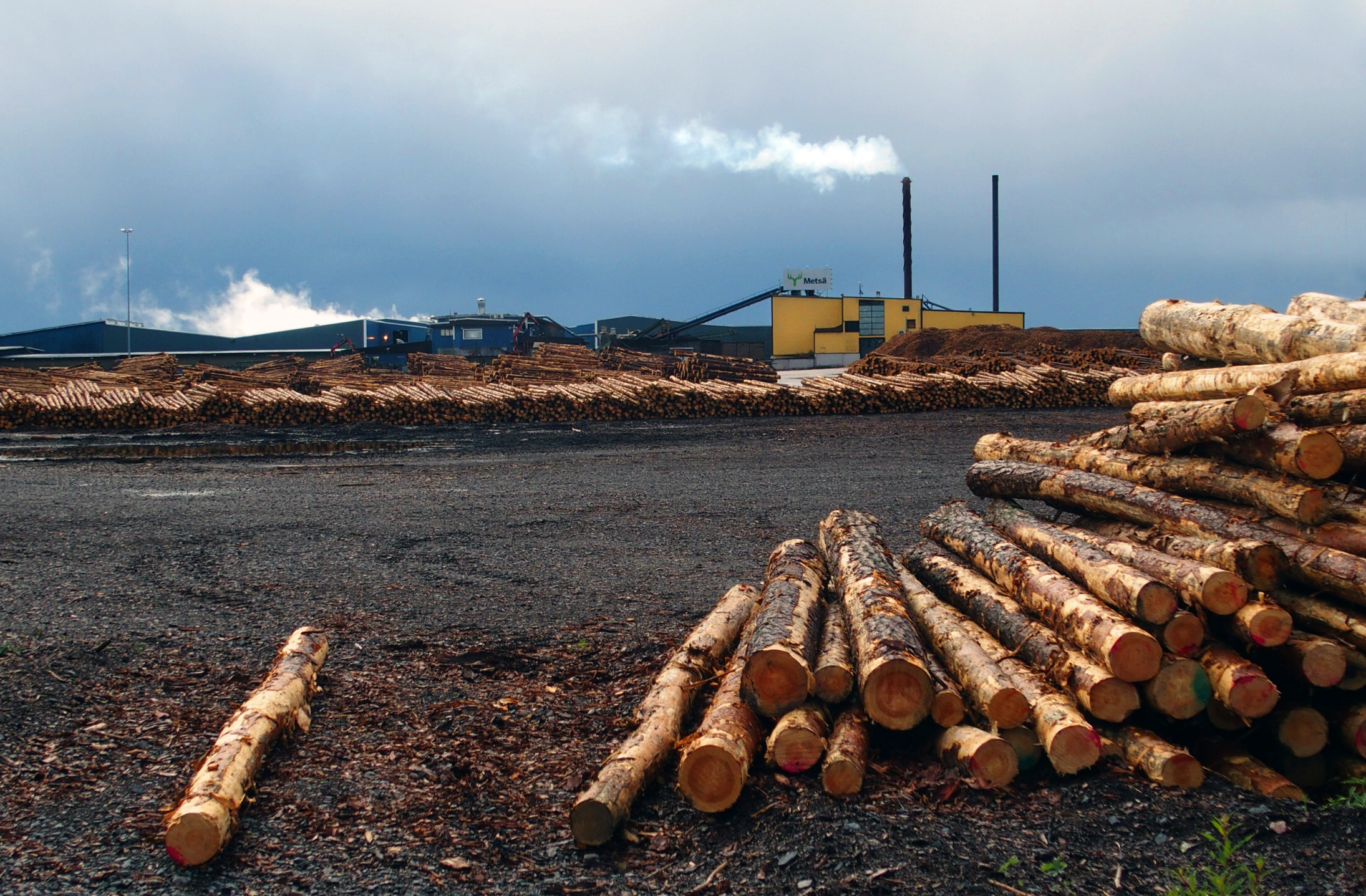
Kyrö sågverk